# Au pays du bon Dieu
Au pays du bon Dieu est un roman d'Yves Malartic publié en 1947 aux éditions de La Table ronde et ayant reçu le Prix des Deux Magots l'année suivante.

## Éditions
- Au pays du bon Dieu, éditions de La Table ronde, 1947